# Berač (Prosjak)/Matra/Figov list
Berač (Prosjak)/Matra/Figov list je prvi EP izolske glasbene skupine Faraoni. EP je bil izdan leta 1970 pri založbi Jugoton iz Zagreba. Album vsebuje 3 avtorske skladbe Faraonov. To je tudi edina plošče, ki so jo Faraoni izdali v prvem obdobju delovanja skupine (1967–1972).

## Ozadje
Kameleoni so si lahko privoščili, da so na svoji plošči uvrstili tuje skladbe, Faraoni pa so snemali v času, ko to ni bilo več mogoče. Marjan Malikovič je o plošči dejal, da je njegova najljubša, čeprav je pred tem že snemal plošče s Kameleoni, a pri tej plošči se je uveljavil kot komponist. Nelfi Depangher pa je o plošči dejal, da si moral v tistih časih nekaj pomeniti, da si lahko posnel ploščo, zato so bili člani skupine, ko so dobili ploščo v roke, "nori od veselja".

## Seznam skladb
| A stran | A stran           | A stran                        | A stran |
| Št.     | Naslov            | Pisec                          | Dolžina |
| ------- | ----------------- | ------------------------------ | ------- |
| 1.      | „Berač (Prosjak)‟ | Marijan Maliković-Marjan Starc | 4:02    |
| 2.      | „Matra‟           | Nelfi Depangher                | 1:55    |

| B stran | B stran      | B stran                     | B stran |
| Št.     | Naslov       | Pisec                       | Dolžina |
| ------- | ------------ | --------------------------- | ------- |
| 1.      | „Figov list‟ | Črt Janowsky-Tulio Furlanič | 5:07    |

## Zasedba
- Tulio Furlanič – bobni, solo vokal
- Marjan Malikovič – solo kitara, vokal
- Črt Janowsky – bas kitara
- Stojan Družina – ritem kitara
- Nelfi Depangher – bobni